# Metal for the Brain
Metal for the Brain war ein Metal-Festival in Canberra (Australien).

## Hintergrund
1990 wurde der australische Teenager Alec Hurley vor einem Nachtclub in Canberra zusammengeschlagen, als er versuchte, einen Streit zu schlichten. Er trug so schwere Kopfverletzungen davon, dass er zum Pflegefall wurde. Daraufhin beschloss Joel Green von Armoured Angel, ein Benefizkonzert zu veranstalten, um Geld für die medizinische Versorgung und die Pflege von Hurley zu sammeln. Am 16. November 1991 fand das erste Metal for the Brain auf dem Gelände der Australian National University statt.

## Historie

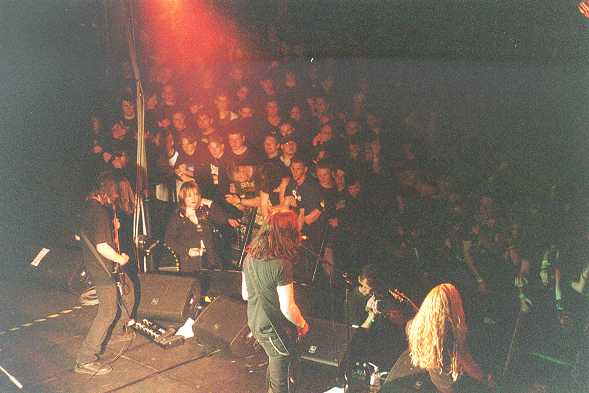
Psi.Kore beim Metal for the Brain, November 2001

Beim ersten Festival 1991 traten lediglich sechs Metal-Bands auf. Im Jahr 1996 lösten sich Armoured Angel auf und die Australier Alchemist übernahmen die Organisation. Auf Grund des gestiegenen Interesses an dem Konzert musste es ab dem Jahr 2000 an einen größeren Ort verlegt werden, den man in der Mensa der University of Canberra im Stadtteil Belconnen fand. Das 2000er Festival war zugleich das erste, bei dem mit den Kanadiern Voivod eine Band als Headliner auftrat, die nicht aus Australien kam.
Im Jahr 2002 musste das Festival wegen Schwierigkeiten mit den beteiligten Versicherungen ausfallen. Das Festival 2004 wurde wegen einer Tournee der Organisatoren Alchemist auf Anfang 2005 verschoben, zur gleichen Zeit fanden zwei kleinere Ableger des Festivals in Perth und Brisbane statt. Am Vorabend des Metal for the Brain 2005 wurden das erste Mal die Australian Heavy Metal Music Awards auf Initiative der australischen Ausgabe des Kerrang! verliehen. Das am 4. November 2006 ausgerichtete Festival war mit 40 Bands auf drei Bühnen und einer Gesamtdauer von 14 Stunden das größte und zugleich letzte. Adam Agius, Sänger von Alchemist und Festivalorganisator gab als Hauptgrund dafür die stark gestiegenen Kosten des Events an, Agius sprach von zuletzt rund 100.000 AUD, von denen Alchemist rund 70 % aus Bandmitteln aufbrachten.
Es erschienen insgesamt zwei Festival-Sampler, einer 2001 bei Chatterbox Records und einer 2005 bei Faultline. Das Metal for the Brain gilt als größtes australisches Metal-Festival der 1990er und 2000er Jahre mit bis zu 2.000 Besuchern.

## Beteiligte Bands (Auswahl)
- Alchemist
- Armoured Angel
- Bestial Warlust
- Damaged
- Deströyer 666
- Destruction
- Manticore
- Pod People
- Voivod